# Baldovinești
Baldovinești is een Roemeense gemeente in het district Olt.
Baldovinești telt 902 inwoners.